# Launceston Tennis International 2013
Il Launceston Tennis International 2013 è stato un torneo femminile di tennis giocato sul cemento. È stata la 2ª edizione del torneo del Launceston Tennis International, che fa parte della categoria ITF 25 K nell'ambito dell'ITF Women's Circuit 2013. Il torneo si è giocato al Launceston Regional Tennis Centre di Launceston, dal 4 al 10 febbraio 2013.

## Partecipanti

### Teste di serie
| Nazionalità   | Giocatrice       | Ranking* | Teste di serie |
| ------------- | ---------------- | -------- | -------------- |
| Australia     | Olivia Rogowska  | 140      | 1              |
| Sudafrica     | Chanel Simmonds  | 173      | 2              |
| Giappone      | Erika Sema       | 181      | 3              |
| Australia     | Monique Adamczak | 182      | 4              |
| Australia     | Sacha Jones      | 193      | 5              |
| Giappone      | Yurika Sema      | 211      | 6              |
| Liechtenstein | Stephanie Vogt   | 222      | 7              |
| Russia        | Arina Rodionova  | 225      | 8              |

* Le teste di serie sono basate sul ranking al 28 gennaio 2013

### Altre partecipanti
Le seguenti giocatrici hanno ricevuto una wild card per il tabellone principale:
- Monique Adamczak
- Lizette Cabrera
- Viktorija Rajicic
- Priscilla Hon

Le seguenti giocatrici sono passate dalle qualificazioni:

- Storm Sanders
- Jessica Moore
- Tammi Patterson
- Azra Hadzic
- Emily Webley-Smith
- Ran Tian
- Karolina Wlodarczak
- Yumi Miyazaki

## Campionesse

### Singolare
Storm Sanders ha battuto in finale  Shūko Aoyama con il punteggio di 6–4, 6–4.

### Doppio
Ksenija Lykina /  Emily Webley-Smith hanno battuto in finale  Alexandra Kiick /  Erin Routliffe con il punteggio di 7–5, 6–3.